# Marv Roberts
Marvin James „Marv” Roberts (ur. 29 stycznia 1950 w Nowym Jorku) – amerykański koszykarz, występujący na pozycjach silnego skrzydłowego lub środkowego.

## Osiągnięcia
NCAA
- Uczestnik rozgrywek:
  - Elite 8 turnieju NCAA (1970)
  - turnieju NCAA (1970, 1971)
- Zaliczony do:
  - składu:
    - NCAA All-Region (1970)
    - honorable mention All-American (1971 przez Associated Press)
- Zespół Utah State Aggies zastrzegł należący do niego numer 31

ABA
- Mistrz ABA (1975)[1]